# Championnat de France de football de deuxième division 1985-1986
Navigation
Division 2 1984-1985 Division 2 1986-1987
Le Championnat de France de football Division 2 1985-1986 a vu la victoire du Racing Club de Paris.

## Les 36 clubs participants
| Groupe A - Olympique d'Alès - Association Sportive de Béziers - Association sportive de Cannes football - FC Chaumont - FC Gueugnon - Football Club Association Sportive de Grenoble - Istres Sports - CO Le Puy - Olympique lyonnais - FC Martigues - Football Club Montceau Bourgogne - Montpellier PSC - Nîmes Olympique - Association Sportive Red Star 93 - AS Saint-Étienne - FC Sète - CS Thonon - Football Club de Tours | Groupe B - Sporting Club Abbeville - Angers sporting club de l'Ouest - AS Beauvais - Racing Club Franc-Comtois de Besançon - Stade Malherbe Caennais - USL Dunkerque - EA Guingamp - Limoges FC - FC Lorient - FC Mulhouse - Chamois niortais FC - Union Sportive d'Orléans - Stade Quimpérois - Racing Club de Paris - Stade de Reims - FC Rouen - CS Sedan-Ardennes - Valenciennes FC |

## Classement final Groupe A[1]
Victoire à 2 points
| Rang | Équipe             | Pts | J  | G  | N  | P  | Bp | Bc | Diff |
| ---- | ------------------ | --- | -- | -- | -- | -- | -- | -- | ---- |
| 1    | AS Saint-Étienne   | 46  | 34 | 18 | 10 | 6  | 50 | 29 | +21  |
| 2    | Olympique d'Alès   | 41  | 34 | 16 | 9  | 9  | 33 | 22 | +11  |
| 3    | Olympique lyonnais | 40  | 34 | 14 | 12 | 8  | 47 | 31 | +16  |
| 4    | FC Sète            | 40  | 34 | 15 | 10 | 9  | 33 | 28 | +5   |
| 5    | Montpellier PSC    | 39  | 34 | 15 | 9  | 10 | 61 | 49 | +12  |
| 6    | Nîmes Olympique    | 38  | 34 | 14 | 10 | 10 | 61 | 35 | +26  |
| 7    | CO Le Puy          | 35  | 34 | 14 | 7  | 13 | 52 | 41 | +11  |
| 8    | AS Béziers         | 35  | 34 | 13 | 9  | 12 | 43 | 38 | +5   |
| 9    | FC Tours           | 35  | 34 | 11 | 13 | 10 | 41 | 39 | +2   |
| 10   | FC Gueugnon        | 33  | 34 | 12 | 9  | 13 | 32 | 39 | -7   |
| 11   | FC Martigues       | 32  | 34 | 11 | 10 | 13 | 35 | 45 | -10  |
| 12   | AS Cannes          | 31  | 34 | 8  | 15 | 11 | 35 | 41 | -6   |
| 13   | CS Thonon          | 31  | 34 | 9  | 13 | 12 | 26 | 35 | -9   |
| 14   | FC Montceau        | 30  | 34 | 13 | 4  | 17 | 39 | 44 | -5   |
| 15   | Istres Sports      | 30  | 34 | 8  | 14 | 12 | 39 | 47 | -8   |
| 16   | AS Red Star 93     | 30  | 34 | 8  | 14 | 12 | 30 | 42 | -12  |
| 17   | FC Chaumont        | 26  | 34 | 9  | 8  | 17 | 35 | 56 | -21  |
| 18   | FCAS Grenoble      | 20  | 34 | 5  | 10 | 19 | 33 | 64 | -31  |

| Légende : Qualifications et relégations | Légende : Qualifications et relégations |
| --------------------------------------- | --------------------------------------- |
|                                         | Promu en Première division              |
|                                         | Participation aux barrages              |
|                                         | Relégation en troisième division        |

## Classement final Groupe B[1]
Victoire à 2 points
| Rang | Équipe                | Pts | J  | G  | N  | P  | Bp | Bc | Diff |
| ---- | --------------------- | --- | -- | -- | -- | -- | -- | -- | ---- |
| 1    | RC Paris              | 56  | 34 | 24 | 8  | 2  | 78 | 24 | +54  |
| 2    | FC Mulhouse           | 50  | 34 | 20 | 10 | 4  | 64 | 32 | +32  |
| 3    | EA Guingamp           | 47  | 34 | 17 | 13 | 4  | 68 | 35 | +33  |
| 4    | Stade de Reims        | 43  | 34 | 17 | 9  | 8  | 49 | 37 | +12  |
| 5    | Chamois Niortais FC   | 37  | 34 | 14 | 9  | 11 | 40 | 36 | +4   |
| 6    | SM Caen               | 37  | 34 | 14 | 9  | 11 | 33 | 31 | +2   |
| 7    | US Orléans            | 33  | 34 | 12 | 9  | 13 | 39 | 42 | -3   |
| 8    | Stade Quimpérois      | 32  | 34 | 11 | 10 | 13 | 38 | 43 | -5   |
| 9    | SC Abbeville          | 30  | 34 | 12 | 6  | 16 | 41 | 60 | -19  |
| 10   | Limoges FC            | 29  | 34 | 11 | 7  | 16 | 40 | 43 | -3   |
| 11   | AS Beauvais           | 29  | 34 | 11 | 7  | 16 | 35 | 52 | -17  |
| 12   | US Valenciennes-Anzin | 28  | 34 | 9  | 10 | 15 | 45 | 50 | -5   |
| 13   | USL Dunkerque         | 28  | 34 | 9  | 10 | 15 | 31 | 37 | -6   |
| 14   | RCFC Besançon         | 28  | 34 | 10 | 8  | 16 | 39 | 46 | -7   |
| 15   | Angers SCO            | 28  | 34 | 11 | 6  | 17 | 32 | 47 | -15  |
| 16   | FC Lorient            | 28  | 34 | 11 | 6  | 17 | 28 | 53 | -25  |
| 17   | FC Rouen              | 27  | 34 | 11 | 5  | 18 | 32 | 43 | -11  |
| 18   | CS Sedan-Ardennes     | 22  | 34 | 7  | 8  | 19 | 26 | 47 | -21  |

| Légende : Qualifications et relégations | Légende : Qualifications et relégations |
| --------------------------------------- | --------------------------------------- |
|                                         | Promu en Première division              |
|                                         | Participation aux barrages              |
|                                         | Relégation en troisième division        |
|                                         | Rétrogradation                          |
|                                         | P : Promu                               |

## Barrages
- Match de Pré-barrages :

FC Mulhouse - Olympique lyonnais 2-1
Olympique d'Alès - EA Guingamp 3-0
- Barrage : FC Mulhouse - Olympique d'Alès 2-0 / 1-1 (3-1)
- Barrage D1-D2 : AS Nancy-Lorraine (D1) - FC Mulhouse (D2) 3-0 / 0-2 (3-2)
- Match des champions : RC Paris - AS Saint-Étienne 3-2 / 1-1 ap (4-3)

## Tableau d'honneur
- Monte en D1 : RC Paris, AS Saint-Étienne
- Descende en D2 : SC Bastia, RC Strasbourg
- Monte en D2 : SC Amiens, AEPB Bourg-sous-la-Roche, CO Saint-Dizier, FC Bourges, GFCO Ajaccio, CS Louhans-Cuiseaux
- Descende en D3 : FC Chaumont, FCAS Grenoble, RCFC Besançon, FC Lorient, FC Rouen, CS Sedan-Ardennes.

## Buteurs
| Place | Joueur               | Nationalité                      | Club        | Buts | Groupe |
| ----- | -------------------- | -------------------------------- | ----------- | ---- | ------ |
| 1er   | Eugene N'Goy Kabongo | République démocratique du Congo | RC Paris    | 29   | Gr B   |
| 2e    | Andrzej Szarmach     | Pologne                          | EA Guingamp | 28   | Gr B   |